# تامبا ۱۶۰۴

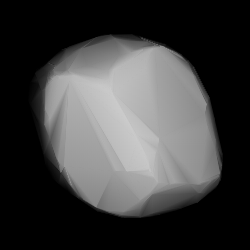
مدل سه‌بُعدی سیارک تامبا ۱۶۰۴ بر اساس منحنی نور آن

سیارک ۱۶۰۴ (به انگلیسی: 1604 Tombaugh، نامگذاری:1931FH) هزار و ششصد و چهارمین سیارک کشف شده‌است که در ۲۴ مارس ۱۹۳۱ کشف شد.
قدر مطلق سیارک برابر ۱۰٫۵۳ است.
سیارک تامبا ۱۶۰۴ به اسم ستاره‌شناس کلاید ویلیام تامبا ( کاشف سیاره کوتوله پلوتون و کاشف ۱۴ سیارک ) نام‌گذاری شده است.